# La Torre del Comte
La Torre del Comte este o localitate în nord-estul Spaniei, în provincia Teruel din comunitatea autonomă Aragon. Are o populație de 156 de locuitori. (2011).
Numele vine de la catalană comte ("conte") pentru că a fost o proprietate a regilor Aragonului, de asemenea conți Barcelonei.

## Referențe
1. ↑  Nomenclátor Geográfico de Municipios y Entidades de Población (20240402 edition)
2. ↑   https://datos.gob.es/es/catalogo/a02002834-nomenclator-ano-20147 Lipsește sau este vid: |title= (ajutor)
3. ↑  „INEbase / Demografía y población / Cifras de población y Censos demográficos”. Arhivat din original la 26 mai 2015. Accesat în 22 februarie 2012.
4. ↑  Matías Pallarés Gil La Caja de Valderrobres o Peña de Aznar la Gaya. Noticias históricas de Valderrobres, Fuentespalda, Mezquín, Beceite y Torre del Compte Colección textos recuperados, 3. Edición de 2000. Centro de Estudios Bajoaragoneses.